# العلاقات المغربية التوفالية
العلاقات المغربية التوفالية هي العلاقات الثنائية التي تجمع بين المغرب وتوفالو.

## مقارنة بين البلدين
هذه مقارنة عامة ومرجعية للدولتين:
| وجه المقارنة                                              | المغرب                                 | توفالو                         |
| --------------------------------------------------------- | -------------------------------------- | ------------------------------ |
| المساحة (كم2)                                             | 710.85 ألف                             | 26                             |
| عدد السكان (نسمة)                                         | 36.07 مليون                            | 11.19 ألف                      |
| الكثافة السكانية (ن./كم²)                                 | 50.74                                  | 43.04 ألف                      |
| العاصمة                                                   | الرباط                                 | فونافوتي                       |
| اللغة الرسمية                                             | اللغة العربية، أمازيغية معيارية مغربية | اللغة التوفالوية، لغة إنجليزية |
| العملة                                                    | درهم مغربي                             | دولار توفالو                   |
| الناتج المحلي الإجمالي (بليون دولار)                      | 109.14 مليار                           | 39.73 مليون                    |
| الناتج المحلي الإجمالي (تعادل القوة الشرائية) بليون دولار | 274.06 مليار                           | 38.93 مليون                    |
| الناتج المحلي الإجمالي الاسمي للفرد دولار أمريكي          | 2.88 ألف                               | 3.29 ألف                       |
| الناتج المحلي الإجمالي للفرد دولار أمريكي                 | 7.49 ألف                               | 3.77 ألف                       |
| مؤشر التنمية البشرية                                      | 0.628                                  |                                |
| رمز المكالمات الدولي                                      | +212                                   | +688                           |
| رمز الإنترنت                                              | .ma                                    | .tv                            |
| المنطقة الزمنية                                           | ت ع م+01:00                            | ت ع م+12:00                    |

## منظمات دولية مشتركة
يشترك البلدان في عضوية مجموعة من المنظمات الدولية، منها:
| علم المنظمة | اسم المنظمة                   | تاريخ انضمام المغرب | تاريخ انضمام توفالو |
| ----------- | ----------------------------- | ------------------- | ------------------- |
|             | الأمم المتحدة                 | 12 نوفمبر 1956      | 5 سبتمبر 2000       |
|             | منظمة حظر الأسلحة الكيميائية  | ?                   | ?                   |
|             | يونسكو                        | 7 نوفمبر 1956       | 21 أكتوبر 1991      |
|             | مؤسسة التنمية الدولية         | 29 ديسمبر 1960      | 24 يونيو 2010       |
|             | البنك الدولي للإنشاء والتعمير | 25 أبريل 1958       | 24 يونيو 2010       |
|             | الاتحاد البريدي العالمي       | ?                   | ?                   |
|             | الاتحاد الدولي للاتصالات      | 1 نوفمبر 1956       | 15 أغسطس 1996       |

## وصلات خارجية
- موقع وزارة الخارجية المغربية